# Castelnau-Durban

Castelnau-Durban este o comună în departamentul Ariège din sudul Franței. În 1 ianuarie 2022 avea o populație de 458 de locuitori.